# Aldo Fabrizi
Pour les articles homonymes, voir Fabrizi.
Aldo Fabrizi, né le 1er novembre 1905 à Rome et mort le 2 avril 1990 dans la même ville, est un acteur, réalisateur, scénariste, producteur, humoriste et poète italien.
Acteur imposant et polyvalent, il a eu l'occasion, tout au long de sa carrière, de s'essayer aussi bien à des rôles comiques que dramatiques. Il fut également, avec Alberto Sordi et Anna Magnani, une personnalité essentielle dans la représentation de la romanité au cinéma.

## Biographie
Il est né à Rome, vicolo delle Grotte 10 (où une plaque commémorative existe encore aujourd'hui), le 1er novembre 1905, fils de Giuseppe Fabbrizi (1879-1916) cocher originaire — selon des recherches biographiques récentes — de San Donato Val di Comino (province de Frosinone), et d'Angela Petrucci (1880-1965), marchande de fruits romaine dont la famille était originaire de Tivoli et qui tenait son propre étal de fruits et légumes à Campo de' Fiori.
Orphelin de père à l'âge de onze ans, mort d'une pneumonie fulgurante contractée en tombant avec son cheval et sa charrette dans un fossé de l'Urbe, il est contraint d'abandonner ses études pour aider à subvenir aux besoins de sa famille nombreuse, qui compte également cinq sœurs (dont Elena Fabrizi, surnommée plus tard « Sora Lella »), et doit s'adapter aux travaux les plus divers.

### Débuts

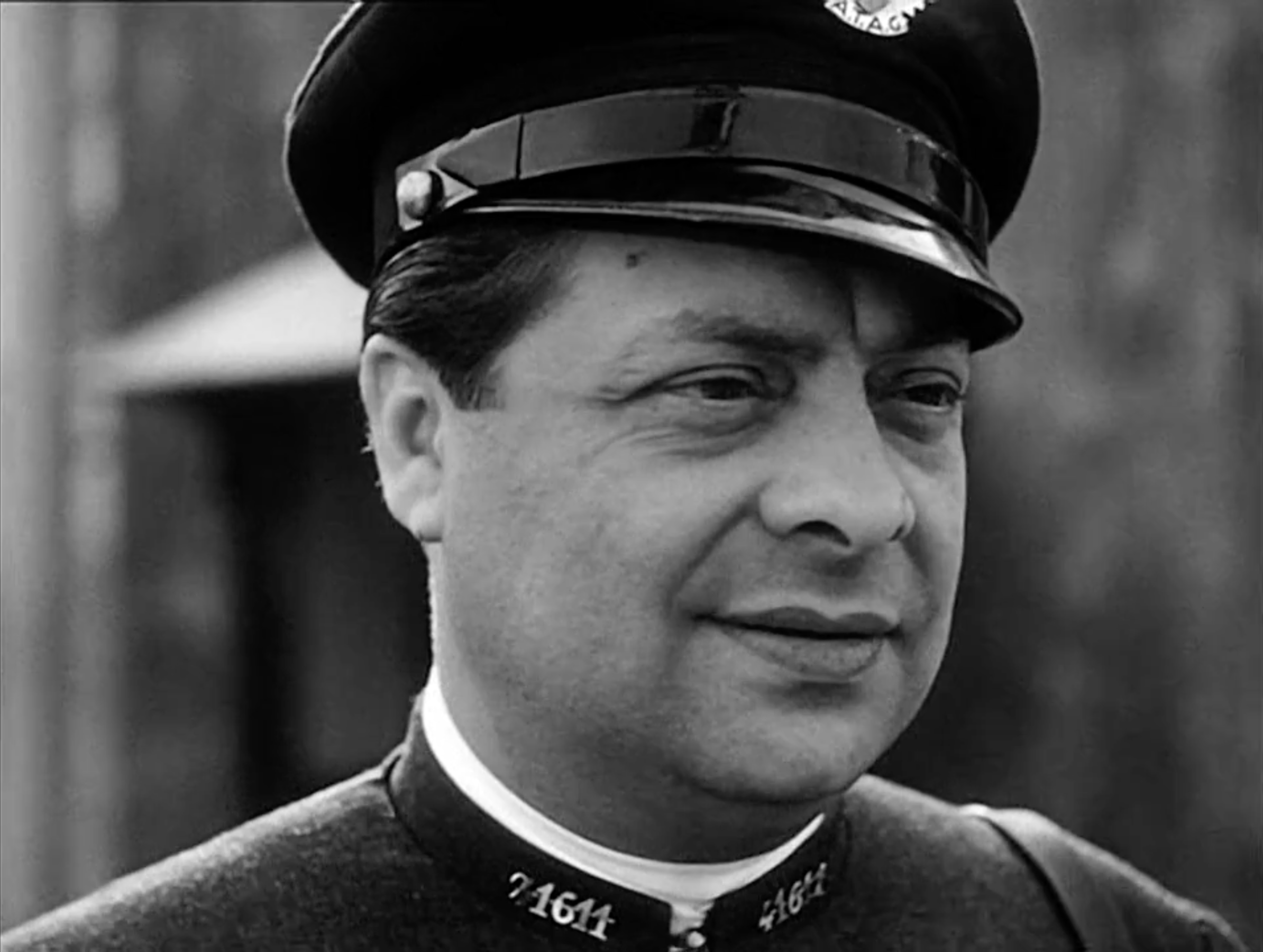
Aldo Fabrizi dans Avanti c'è posto... (1942).

Malgré les difficultés, sa vocation artistique réussit à s'exprimer en publiant en 1928 un petit volume de poèmes romans intitulé Lucciche ar sole (on ne sait pas si c'est à ses frais) dans les éditions de la Società Poligrafica Romana, qu'il réussit à faire recenser dans le quotidien Il Messaggero, et il participe également à la rédaction du journal Rugantino écrit en romanesco ; À la même époque, il commence à monter sur les planches, d'abord avec la Filodrammatica Tata Giovanni, puis en tant qu'orateur au théâtre de ses propres poèmes, comme c'était encore la coutume à l'époque. En 1931, à l'âge de 26 ans, il débute comme macchiettista dans les petits théâtres de la capitale et dans toute l'Italie, avec la compagnie Reginella, sous le nom de « Fabrizio », en tant que comique grotesque romain, offrant des caricatures de personnages types romains comme le cocher, le conducteur de tramway ou le skieur. Il devient rapidement populaire et crée sa propre troupe qui, en 1937, compte un jeune Alberto Sordi dans ses rangs pendant une courte période.

### Années 1940

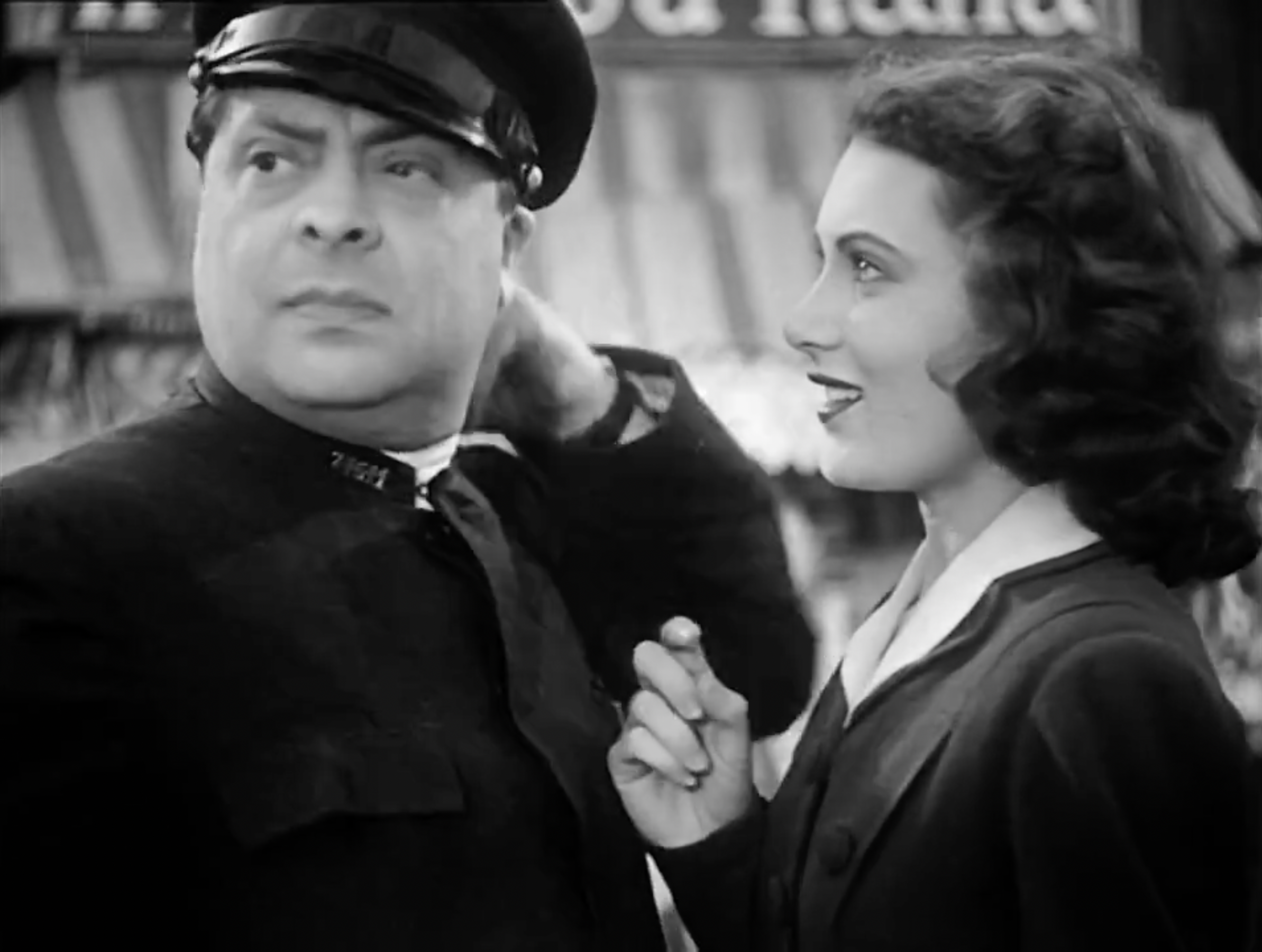
Aldo Fabrizi et Adriana Benetti dans Avanti c'è posto... (1942).

En 1942, il fait ses débuts au cinéma dans le film Avanti c'è posto..., réalisé par Mario Bonnard, l'histoire d'un receveur d'autobus qui tombe amoureux d'une femme de chambre. Déjà, il impose son personnage de Romain, grassouillet et naïf, qui vit, à hauteur d'homme, les mille et une aventures de la vie quotidienne. Ce premier film est suivi de Campo de' fiori (1943) — également de Bonnard — et du Diamant mystérieux (1943) de Mario Mattoli, dans lequel il ne fait que reprendre les rôles qu'il a déjà joués au théâtre — ceux du guichetier, du poissonnier et du cocher — aux côtés d'Anna Magnani, avec laquelle il entretiendra une relation conflictuelle. Dans ces trois films, on retrouve des discours, des blagues et des situations typiques d'une Rome aujourd'hui disparue ; même le dialecte romain utilisé par Fabrizi est, d'une certaine manière, la survivance d'une façon de parler aujourd'hui obsolète. Dans le film Le Diamant mystérieux, tourné durant l'été 1943, en pleine Seconde Guerre mondiale, on retrouve parmi les acteurs quelques célèbres représentants du dialecte et de la chanson romains du XXe siècle, tels que Romolo Balzani, Gustavo Cacini et Anita Durante, autre vedette aujourd'hui disparue de ce groupe bigarré d'acteurs qui jouaient dans la langue vernaculaire romaine.

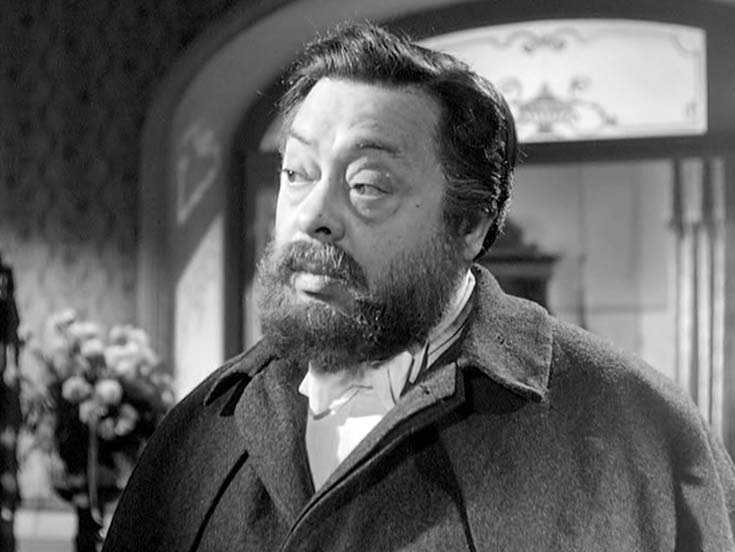
Aldo Fabrizi dans Questa è la vita (1954).

Lors de l'Année sainte de 1925, il a même travaillé un temps comme cocher. On dit que le cache-poussière et la casquette qu'il porte dans Le Diamant mystérieux sont les mêmes que ceux qu'il utilisait dans cette première expérience de jeunesse. Federico Fellini, encore jeune et inconnu à l'époque, l'a également aidé à écrire le scénario. Il en va tout autrement avec le premier film pleinement néoréaliste, Rome ville ouverte (1945) de Roberto Rossellini, où il joue le rôle le plus important et le plus intense de sa carrière, inspiré des figures des prêtres romains Don Giuseppe Morosini et Don Pietro Pappagallo. Son amitié avec Mario Bonnard a été essentielle pour convaincre l'acteur romain d'accepter le rôle de Don Pappagallo dans Rome, ville ouverte. Ces deux films ont été tournés en 1944, pendant l'occupation nazie de la capitale, le premier à Forte Bravetta, le second à la Fosse Ardéatine.
Il se consacre aussi occasionnellement au doublage : on lui doit les voix italiennes de Giuseppe Varni, le gardien de l'école des filles dans le film Madeleine, zéro de conduite (1940) et Gino Saltamerenda, l'éboueur qui aide Lamberto Maggiorani et le petit Enzo Staiola à rechercher une bicyclette volée sur le marché de Porta Portese dans Le Voleur de bicyclette (1948), tous deux réalisés par Vittorio De Sica.

### Années 1950 et 1960
Pour sa prestation dans le film Sa Majesté monsieur Dupont (1950) d'Alessandro Blasetti, il reçoit le Ruban d'argent du meilleur acteur. À partir de ce moment, il joue dans près de soixante-dix autres films, obtenant souvent de bons succès, sans dédaigner les rôles dramatiques, mais en privilégiant toujours les rôles burlesques et comiques, dans lesquels il manifeste une charge naturelle d'humanité bourrue mais sympathique qui l'accompagnera tout au long de sa carrière. Il tourne une série de films avec d'autres grands acteurs de l'époque, comme Totò, avec lequel il joue dans Gendarmes et Voleurs (1951), Totò, Peppino e una di quelle (1953), Fripouillard et Cie (1959), Totò, Fabrizi e i giovani d'oggi (1960), Totò contre les quatre (1963), et avec Peppino De Filippo, avec lequel il joue dans Rome-Paris-Rome (1951), Accadde al penitenziario (1955) et Guardia, guardia scelta, brigadiere e maresciallo (1956), devenant ainsi l'un des protagonistes de la comédie à l'italienne.
« Lavorare con Totò era un piacere, una gioia, un godimento perché oltre ad essere quell'attore che tutti riconosciamo era anche un compagno corretto, un amico fedele e un'anima veramente nobile... Arrivati davanti alla macchina da presa, cominciavamo l'allegro gioco della recitazione prevalentemente estemporanea che per noi era una cosa veramente dilettevole. C'era solamente un inconveniente, che diventando spettatori di noi stessi ci capitava frequentemente di non poter più andare avanti per il troppo ridere »
— Aldo Fabrizi

« Travailler avec Totò a été un plaisir, une joie, un délice parce qu'en plus d'être cet acteur que nous reconnaissons tous, il était aussi un compagnon correct, un ami fidèle et une âme vraiment noble... Une fois devant la caméra, nous avons commencé le joyeux jeu de l'interprètation, le plus souvent improvisée, ce qui était pour nous vraiment agréable. Un seul inconvénient : en tant que spectateurs de nous-mêmes, nous nous trouvions souvent dans l'impossibilité de continuer parce que nous riions trop... »

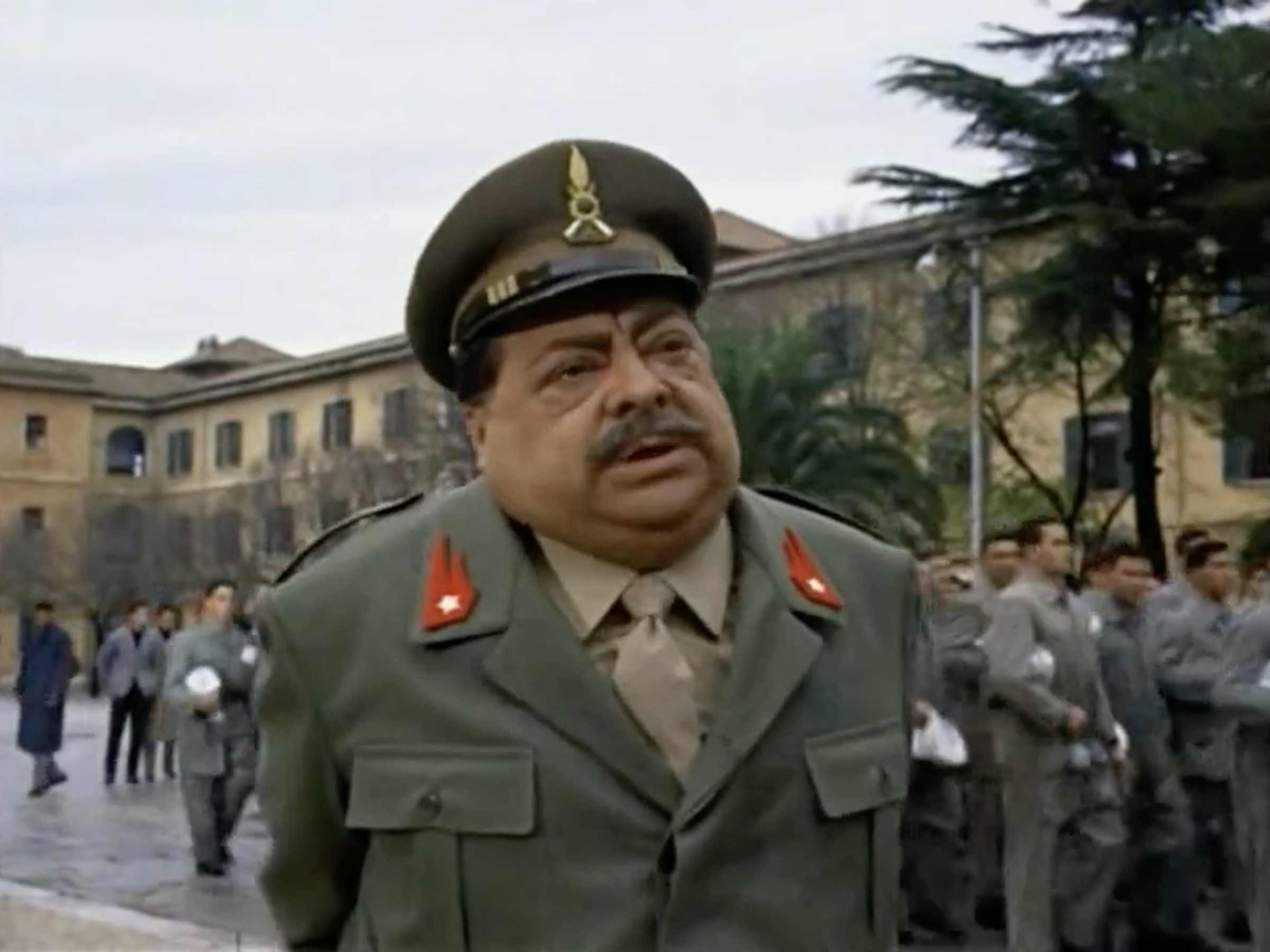
Aldo Fabrizi dans Un de la réserve (1959).

Il travaille également avec le grand réalisateur de films muets Georg Wilhelm Pabst dans deux films : La Maison du silence (1953) et Affaires de fou (1954), où il joue un rôle singulier : un fou qui se prend pour un directeur d'hôpital. Entre 1948 et 1957, il réalise également neuf films. Son premier film, tourné en Argentine, s'intitule Emigrantes (1948). Il poursuit dans la réalisation avec Benvenuto, reverendo! (1950), puis avec la trilogie sur les aventures de la famille Passaguai, dont il est également producteur via sa société Alfa Film XXXVII. Il réalise également Totò, Peppino e una di quelle, puis le sketch Marsina stretta du film collectif Questa è la vita (1954), d'après les œuvres de Luigi Pirandello. Il tourne ensuite Hanno rubato un tram (1954), tourné à Bologne avec le grand Mario Bava comme chef opérateur. Sa dernière réalisation est le mélancolique Le Destin d'un enfant (1957), coréalisé avec Eduardo Manzanos Brochero.
Sergio Leone a prétendu que la mise en scène de Fabrizi était fictive, car Leone s'en était personnellement occupé, laissant à l'acteur romain la paternité de ses œuvres.

### Années 1970 et 1980
À partir des années 1970, il réduit considérablement sa présence sur le grand écran, jouant dans très peu de films, parmi lesquels La Tosca (1973) de Luigi Magni et Nous nous sommes tant aimés (1974) d'Ettore Scola, qui lui vaut son deuxième Ruban d'argent du meilleur acteur dans un second rôle en 1975. Son dernier film est Giovanni Senzapensieri (it), tourné en 1986.

### Théâtre

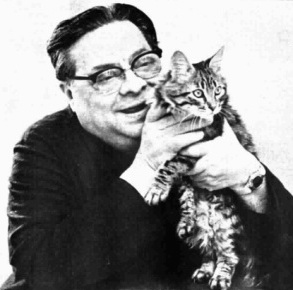
Aldo Fabrizi et son chat en janvier 1970.

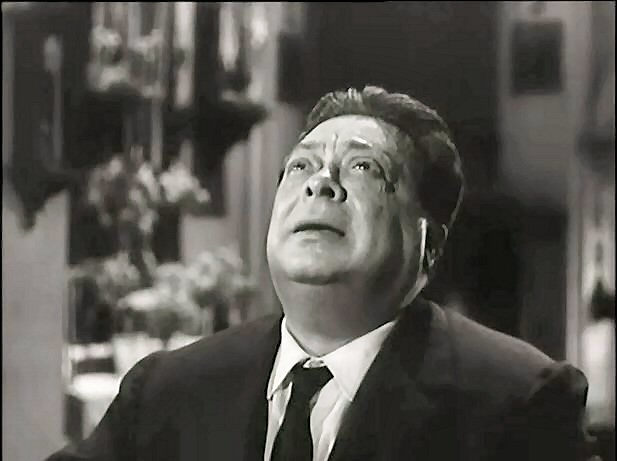
Aldo Fabrizi dans Le Destin d'un enfant (1957).

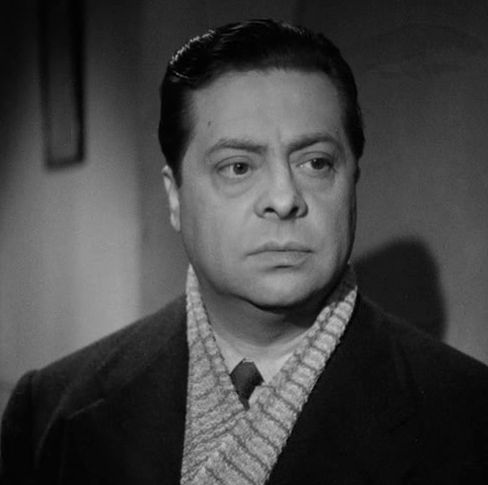
Aldo Fabrizi dans Campo de' fiori (1943).

Sur la scène du Teatro Sistina, au cours de la saison 1962-1963, il obtient un grand succès personnel en jouant le rôle du bourreau papal Mastro Titta dans la comédie musicale Rugantino écrite et mise en scène par Garinei et Giovannini, Massimo Franciosa et Pasquale Festa Campanile. Ce grand triomphe est complété par une mémorable tournée aux États-Unis, à Broadway, où le spectacle est toujours joué à guichets fermés,. Sa dernière apparition au théâtre remonte à 1967, avec le spectacle Yo-Yo Yè-Ye écrit par Dino Verde et Bruno Broccoli. Il reprend le rôle de Mastro Titta dans Rugantino dans l'édition 1978 de la comédie.
Au Teatro Verdi (Trieste), en 1970, il est Zanetto Pesamenole (Donna Pasqua) dans Al cavallino bianco avec Tony Renis, Sandro Massimini et Graziella Porta au Teatro Stabile Politeama Rossetti.

### Télévision
Il fait ses débuts à la télévision en 1959, en tant que vedette du feuilleton de Leopoldo Cuoco et Gianni Isidori La voce nel bicchiere, réalisé par Anton Giulio Majano. Pendant longtemps, pris par ses engagements au cinéma et au théâtre, ce sera son seul travail à la télévision, jusqu'en 1971, lorsqu'il remporte un autre grand triomphe dans l'émission de variétés du samedi soir Speciale per noi, dirigée par Antonello Falqui, aux côtés d'Ave Ninchi, Paolo Panelli et Bice Valori, qui est aussi le seul témoignage visuel de ses macchiette théâtraux. Sa dernière apparition à la télévision a eu lieu lors du G. B. Show, diffusé sur RaiUno, le 27 août 1987, au cours duquel il a reproposé na donna dentro casa è 'n antra cosa de Rugantino.

### Mort
Il meurt à son domicile de Rome le 2 avril 1990, à l'âge de 84 ans, d'une insuffisance cardiaque. Les obsèques religieuses, auxquelles assistent des habitants du quartier et quelques acteurs, metteurs en scène et même hommes politiques, ont lieu deux jours plus tard dans l'église San Lorenzo in Damaso, à deux pas du Campo de' Fiori ; après la cérémonie funéraire, le cercueil est enterré dans une chapelle du cimetière monumental de Verano ; Sur l'entrée de la chapelle est clairement visible l'inscription « Aldo Fabrizi » (avec un seul B) tandis qu'à l'intérieur, sur la pierre tombale qui recouvre le cercueil, outre les dates de naissance et de décès, figure son véritable nom « Aldo Fabbrizi » (avec deux B) et l'épitaphe qu'il a lui-même écrite : « Retiré de ce monde trop al dente »,,.

## Vie privée
Aldo Fabrizi a été marié à Beatrice Rocchi (1904-1981), une chanteuse de variétés bien connue dans les années 1920 sous le nom de scène « Reginella », avec laquelle il a eu deux enfants jumeaux, Massimo (mort en 2016 à l'âge de 84 ans) et Wilma Fabrizi. Elle vivait à Rome, via Arezzo, dans le quartier de Nomentano, dans le même immeuble que son amie Ave Ninchi. Passionné de gastronomie, il a écrit quelques poèmes en romanesco sur les pâtes et leurs nombreuses recettes. Elle a également écrit un poème dédié au roi Humbert II de Savoie en 1979.

## Filmographie

### Réalisateur et scénariste
- 1948 : Emigrantes
- 1949 : Benvenuto, reverendo!
- 1951 : La famiglia Passaguai
- 1952 : La famiglia Passaguai fa fortuna
- 1952 : Papà diventa mamma
- 1953 : Totò, Peppino e una di quelle
- 1954 : Questa è la vita (épisode Marsina stretta)
- 1954 : Hanno rubato un tram
- 1957 : Le Destin d'un enfant (El maestro)

### Acteur

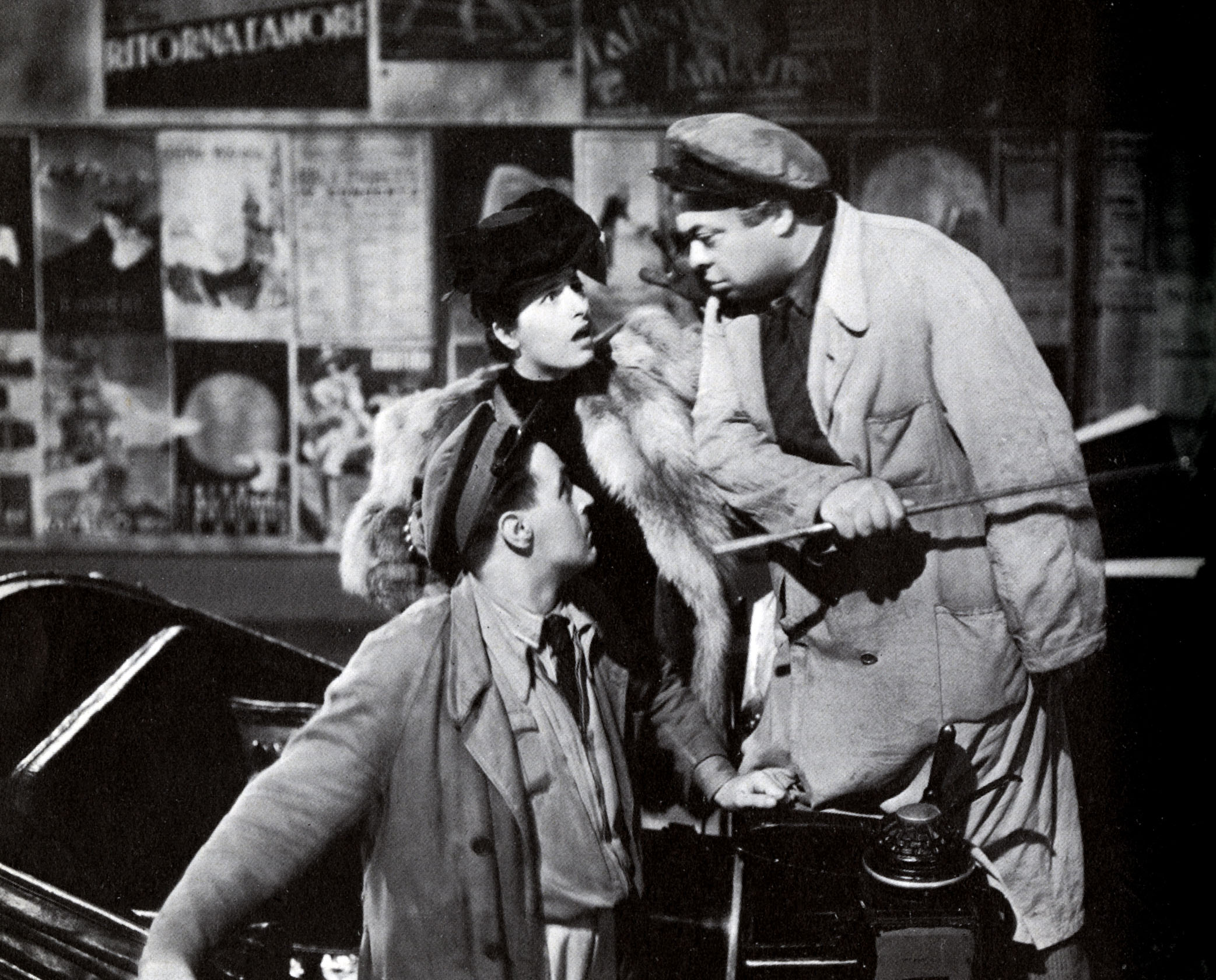
Avec Anna Magnani dans Le Diamant mystérieux (1943).

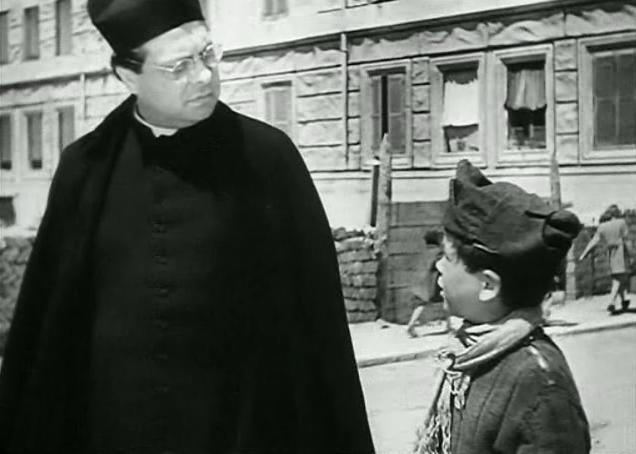
Avec dans Rome, ville ouverte (1945).

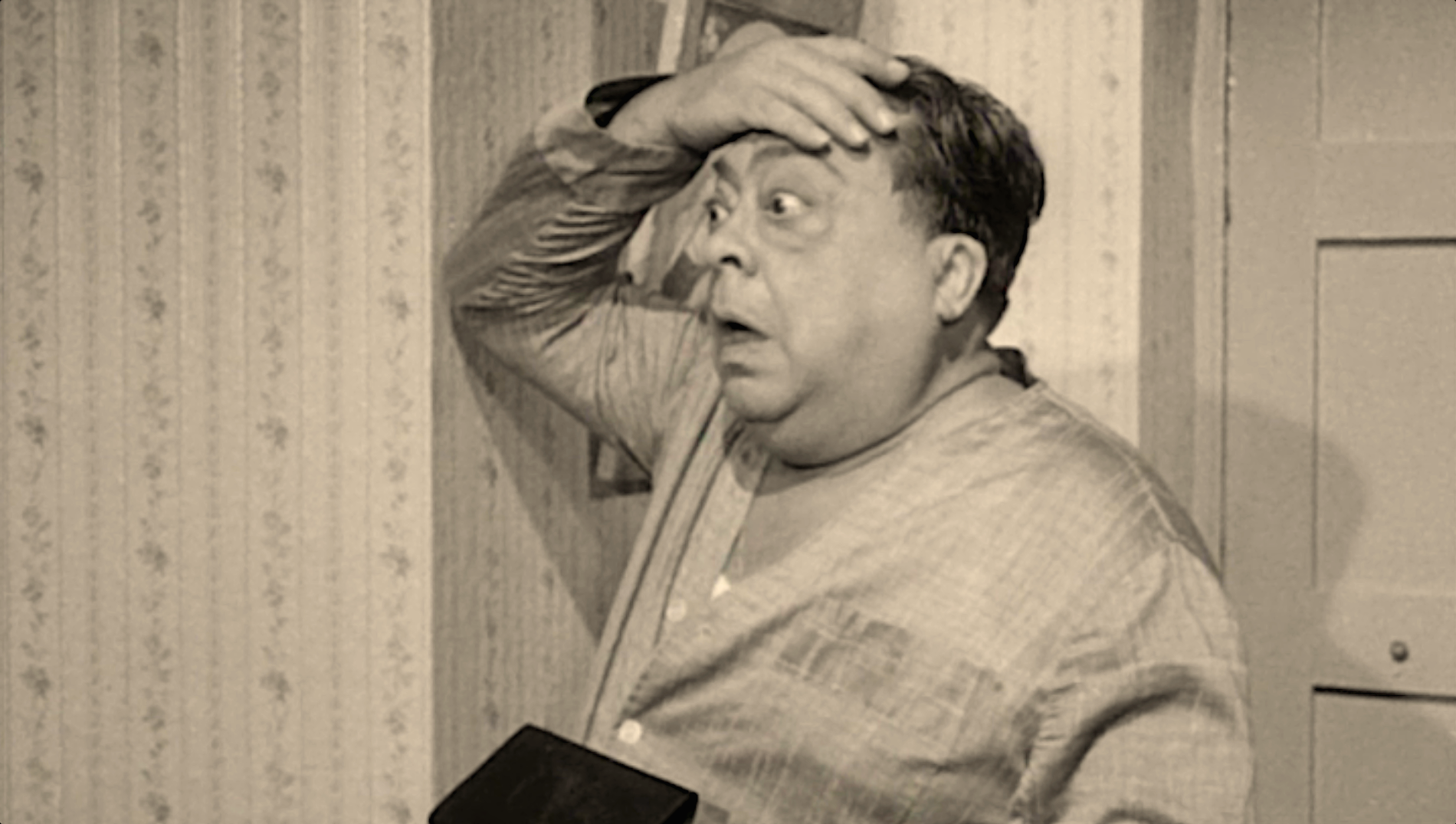
Dans Les Italiens et les femmes (Gli italiani e le donne) en 1962.

- 1942 : Avanti c'è posto... de Mario Bonnard
- 1943 : Campo de' fiori de Mario Bonnard
- 1943 : Le Diamant mystérieux (L'ultima carrozzella) de Mario Mattoli
- 1944 : Circo equestre Za-bum (épisodes Dalla finestra et Il postino) de Mario Mattoli
- 1945 : Rome, ville ouverte (Roma città aperta) de Roberto Rossellini
- 1946 : Mon fils professeur (Mio figlio professore) de Renato Castellani
- 1947 : Vivre en paix (Vivere en pace), de Luigi Zampa
- 1947 : Le Crime de Giovanni Episcopo (Il delitto di Giovanni Episcopo) de Alberto Lattuada
- 1947 : Tombolo, paradis noir (Tombolo, paradiso nero) de Giorgio Ferroni
- 1948 : Noël au camp 119 (Natale al campo 119) de Pietro Francisci
- 1948 : Emigrantes d'Aldo Fabrizi
- 1949 : Saint Antoine de Padoue (Antonio di Padova) de Pietro Francisci
- 1949 : Benvenuto, reverendo! d'Aldo Fabrizi
- 1950 : Vita da cani de Steno et Mario Monicelli
- 1950 : Sa Majesté monsieur Dupont (Prima comunione) d'Alessandro Blasetti
- 1950 : Les Onze Fioretti de François d'Assise  (Francesco, giullare di Dio) de Roberto Rossellini
- 1951 : Trois Pas au Nord (Three Steps North) de W. Lee Wilder
- 1951 : Paris est toujours Paris (Parigi è sempre Parigi), de Luciano Emmer
- 1951 : Rome-Paris-Rome (Signori, in carrozza!), de Luigi Zampa
- 1951 : La famiglia Passaguai d'Aldo Fabrizi
- 1951 : Gendarmes et Voleurs (Guardie e ladri), de Mario Monicelli et Steno
- 1951 : Cameriera bella presenza offresi... de Giorgio Pàstina
- 1951 : Fiorenzo il terzo uomo de Stefano Canzio
- 1952 : Heureuse Époque (Altri tempi - Zibaldone n. 1) d'Alessandro Blasetti
- 1952 : La famiglia Passaguai fa fortuna d'Aldo Fabrizi
- 1952 : Cinque poveri in automobile de Mario Mattoli
- 1952 : Papà diventa mamma d'Aldo Fabrizi
- 1952 : La Maison du silence (La voce del silenzio) de Georg Wilhelm Pabst
- 1953 : Totò, Peppino e una di quelle d'Aldo Fabrizi
- 1953 : L'Âge de l'amour (L'età dell'amore) de Lionello De Felice
- 1953 : Siamo tutti inquilini de Mario Mattoli
- 1953 : Affaires de fou (Cose da pazzi) de Georg Wilhelm Pabst
- 1953 : Un siècle d'amour (Cento anni d'amore) (épisode Garibaldina) de Lionello De Felice
- 1954 : Questa è la vita (épisode Marsina stretta) d'Aldo Fabrizi
- 1954 : Café chantant de Camillo Mastrocinque
- 1954 : Hanno rubato un tram d'Aldo Fabrizi
- 1955 : Accadde al penitenziario de Giorgio Bianchi
- 1955 : Carosello di varietà d'Aldo Quinti et Aldo Bonaldi
- 1955 : Io piaccio de Giorgio Bianchi
- 1955 : Les Compères (I due compari) de Carlo Borghesio
- 1956 : Donatella de Mario Monicelli
- 1956 : I pappagalli de Bruno Paolinelli
- 1956 : Les Amours de Capri (Un po' di cielo) de Giorgio Moser
- 1956 : Guardia, guardia scelta, brigadiere e maresciallo, de Mauro Bolognini
- 1957 : Le Destin d'un enfant (El maestro) d'Aldo Fabrizi
- 1958 : Premier mai de Luis Saslavsky
- 1958 : I prepotenti de Mario Amendola
- 1959 : Les Croûlants terribles (Prepotenti più di prima) de Mario Mattoli
- 1959 : Ferdinand Ier, roi de Naples (Ferdinando I re di Napoli) de Gianni Franciolini
- 1959 : Fripouillard et Cie (I tartassati) de Steno
- 1959 : Un de la réserve (Un militare e mezzo) de Steno
- 1960 : L'Ange pourpre (The Angel Wore Red) de Nunnally Johnson
- 1960 : Totò, Fabrizi e i giovani d'oggi de Mario Mattoli
- 1960 : Fra' Manisco cerca guai d'Armando W. Tamburella
- 1961 : Gerarchi si muore de Giorgio Simonelli
- 1961 : Les Mille et Une Nuits (Le meraviglie di Aladino) de Mario Bava et Henry Levin
- 1962 : Twist, lolitas et jeunes provinciaux (it) (Twist, lolite e vitelloni) de Marino Girolami
- 1962 : Les Quatre Moines (I quattro monaci) de Carlo Ludovico Bragaglia
- 1962 : Les Italiens et les femmes (Gli italiani e le donne) (épisode Chi la fa, l'aspetti) de Marino Girolami
- 1963 : Le Jour le plus court (Il giorno più corto) de Sergio Corbucci
- 1963 : Totò contre les quatre (Totò contro i quattro) de Steno
- 1963 : Le Quatrième Mousquetaire (I quattro moschettieri) de Carlo Ludovico Bragaglia
- 1963 : I quattro tassisti (épisode L'uomo in bleu) de Giorgio Bianchi
- 1963 : Les Tueurs du R.S.R.2 (Das Feuerschiff) de Ladislas Vajda
- 1965 : À l'italienne (Made in Italy) de Nanni Loy
- 1966 : Sette monaci d'oro de Marino Girolami
- 1967 : Tre morsi nella mela (Three Bites of the Apple) d'Alvin Ganzer
- 1971 : Comment entrer dans la mafia (Cose di Cosa Nostra) de Steno
- 1973 : La Tosca de Luigi Magni
- 1974 : Nous nous sommes tant aimés (C'eravamo tanto amati) d'Ettore Scola
- 1975 : I baroni de Giampaolo Lomi
- 1977 : Nerone de Mario Castellacci et Pier Francesco Pingitore
- 1977 : Le Gynécologue de ces dames (it) (Il ginecologo della mutua) d'Aristide Massaccesi
- 1985 : Giovanni Senzapensieri de Marco Colli